# 옥종중학교 북천분교
옥종중학교 북천분교는 경상남도 하동군에 있었던 공립 중학교이다.

## 학교 연혁
- 1970.09.01 북천중학교 설립추진위원회 발족
- 1971.02.12 횡천중학교 북천분교 인가(6학급)
- 1971.03.08 교사 준공 및 개교
- 1972.03.01 북천중학교 인가
- 1994.03.01 3학급으로 축소 인가
- 1999.09.01 옥종중학교 북천분교장으로 개편
- 2014.02.13 제41회 졸업식(졸업생 누계 3,275명)
- 2014.03.01 옥종중학교 민순달 교장선생님 본교 겸임교장 취임(16대)
- 2015.02.13 제42회 졸업식(졸업생 누계 3,284명)
- 2016.02.29 폐교 및 기숙형 중학교 한다사중학교로 통폐합[1], 45년만에 폐업

## 참고 자료
- 옥종중학교 북천분교 - 한국교육학술정보원 학교알리미